# Limnebius doderoi
Limnebius doderoi är en skalbaggsart som beskrevs av Gridelli 1926. Limnebius doderoi ingår i släktet Limnebius och familjen vattenbrynsbaggar. Inga underarter finns listade i Catalogue of Life.